# شهرستان لونگ‌آن
شهرستان لونگ‌آن (به لاتین: Long'an County) یک شهرستان در جمهوری خلق چین است که در نان‌نینگ واقع شده‌است.

## خصوصیات
شهرستان لونگ‌آن ۲٬۲۷۷٫۳۴ کیلومترمربع مساحت و ۳۰۰٬۲۱۵ نفر جمعیت دارد.